# Antapamea
Antapamea là một chi bướm đêm thuộc họ Noctuidae.